# Nati nel 1976/Settembre
| Questa pagina contiene informazioni ricavate automaticamente dalle voci biografiche con l'ausilio del template Bio e di un bot. L'aggiornamento è periodico e automatico e ricostruisce completamente la pagina. Se manca una persona in questa lista, sei pregato di non aggiungerla, ma accertati piuttosto che la sua voce biografica contenga il template Bio e che i dati anagrafici siano correttamente compilati. Se il template Bio manca, inseriscilo tu stesso o, in alternativa, metti l'avviso {{tmp\|Bio}} che ne segnala la mancanza. Se i dati riportati sono sbagliati, correggi direttamente la voce biografica; le modifiche saranno visibili in questa lista entro pochi giorni. Per chiarimenti vedi il progetto biografie. La lista contiene solo le 391 persone che sono citate nell'enciclopedia e per le quali è stato implementato correttamente il template Bio. Pagina aggiornata al 2 lug 2025. |

- 1º settembre - Heidi Albertsen, supermodella danese
- 1º settembre - Marcos Ambrose, pilota automobilistico australiano
- 1º settembre - Ivano Brugnetti, ex marciatore italiano
- 1º settembre - Mauro Cantoro, ex calciatore argentino
- 1º settembre - Stefano Donagrandi, ex pattinatore di velocità su ghiaccio italiano
- 1º settembre - Joey Eppard, chitarrista statunitense
- 1º settembre - Jada Fire, ex attrice pornografica statunitense
- 1º settembre - Takashi Fukunishi, ex calciatore giapponese
- 1º settembre - Omran Jesmi, ex calciatore emiratino
- 1º settembre - Alsu Kurmasheva, giornalista russa
- 1º settembre - Érik Morales, ex pugile messicano
- 1º settembre - Jiří Mužík, ex ostacolista e velocista ceco
- 1º settembre - Marc Nygaard, ex calciatore danese
- 1º settembre - Angaleena Presley, cantautrice statunitense
- 1º settembre - Jorge Manuel Rebelo Fernandes, allenatore di calcio e ex calciatore portoghese
- 1º settembre - Sebastián Rozental, ex calciatore cileno
- 1º settembre - Serhij Serebrennikov, allenatore di calcio e ex calciatore ucraino
- 1º settembre - Mélanie Suchet, pilota automobilistica e ex sciatrice alpina francese
- 1º settembre - Tom Tierney, rugbista a 15 e allenatore di rugby a 15 irlandese († 2023)
- 2 settembre - Wael El-Quabbani, ex calciatore egiziano
- 2 settembre - Eleanor Friedberger, cantante e polistrumentista statunitense
- 2 settembre - Syleena Johnson, cantante statunitense
- 2 settembre - Ivan Majeský, ex hockeista su ghiaccio slovacco
- 2 settembre - Momodu Mutairu, ex calciatore nigeriano
- 2 settembre - Stéphane Pichot, ex calciatore francese
- 2 settembre - Federico Tavola, scrittore, autore televisivo e fisico italiano
- 2 settembre - Bernard Tchoutang, ex calciatore camerunese
- 3 settembre - José Ramirez Barreto, ex calciatore e allenatore di calcio brasiliano
- 3 settembre - Nikolaos Deligiannis, allenatore di pallanuoto e ex pallanuotista greco
- 3 settembre - Szymon Hołownia, politico, giornalista e conduttore televisivo polacco
- 3 settembre - Ashley Jones, attrice e produttrice televisiva statunitense
- 3 settembre - Jevon Kearse, ex giocatore di football americano statunitense
- 3 settembre - Samuel Kuffour, ex calciatore ghanese
- 3 settembre - Marco Molteni, ex pallavolista italiano
- 3 settembre - Moon Dae-sung, ex taekwondoka sudcoreano
- 3 settembre - Raheem Morris, allenatore di football americano statunitense
- 3 settembre - Natalia O'Shea, cantautrice, musicista e linguista russa
- 3 settembre - Vivek Oberoi, attore indiano
- 3 settembre - Suzy Powell-Roos, ex discobola statunitense
- 3 settembre - Josie Rourke, regista e direttrice artistica britannica
- 3 settembre - Tor Trondsen, ex calciatore norvegese
- 3 settembre - Ivan Vicelich, allenatore di calcio e ex calciatore neozelandese
- 4 settembre - Denílson Martins Nascimento, ex calciatore brasiliano
- 4 settembre - Aleksej Alekseevič German, regista e sceneggiatore russo
- 4 settembre - Kirsty Hume, supermodella britannica
- 4 settembre - Lise Legrand, lottatrice francese
- 4 settembre - David Littleproud, politico australiano
- 4 settembre - Rodolphe Marconi, regista francese
- 4 settembre - Thiago Martins, ex calciatore brasiliano
- 4 settembre - Iván Massagué, attore spagnolo
- 4 settembre - Vegard Sannes, ex calciatore norvegese
- 5 settembre - Vadim Boreț, allenatore di calcio e ex calciatore moldavo
- 5 settembre - Bianca Chiminello, attrice e modella australiana
- 5 settembre - Giorgio Galimberti, telecronista sportivo, ex tennista e allenatore di tennis italiano
- 5 settembre - Tetjana Hucu, ex ginnasta sovietica
- 5 settembre - Joey Kern, attore statunitense
- 5 settembre - Dimitrios Mazis, pallanuotista greco
- 5 settembre - Pankaj Tripathi, attore indiano
- 5 settembre - Carice van Houten, attrice e cantautrice olandese
- 6 settembre - Alexander Abreu, trombettista, cantante e compositore cubano
- 6 settembre - Rodrigo Amarante, chitarrista, cantante e polistrumentista brasiliano
- 6 settembre - Annet Artani, cantante greca
- 6 settembre - Ian Ashbee, ex calciatore inglese
- 6 settembre - Robin Atkin Downes, attore e doppiatore britannico
- 6 settembre - Brendon Ayanbadejo, ex giocatore di football americano statunitense
- 6 settembre - Naomie Harris, attrice britannica
- 6 settembre - Gene Kan, programmatore britannico († 2002)
- 6 settembre - Marc Kühne, bobbista tedesco
- 6 settembre - Tom Pappas, multiplista statunitense
- 6 settembre - Teresa Pitò, ex cestista italiana
- 6 settembre - Francisco Demetrio Sánchez Betancourt, ex nuotatore venezuelano
- 6 settembre - Andrea Segre, regista italiano
- 6 settembre - Džina Stojeva, cantante bulgara
- 6 settembre - Philip Zialor, ex calciatore seychellese
- 7 settembre - Elena Banfo, ex sciatrice di velocità italiana
- 7 settembre - Michele Colacino, ex giocatore di football americano italiano
- 7 settembre - Ryan Costello, politico e avvocato statunitense
- 7 settembre - Oliver Hudson, attore statunitense
- 7 settembre - Kim Larsen, ex calciatore norvegese
- 7 settembre - Ədahim Niftəliyev, ex calciatore azero
- 7 settembre - Matteo Pesenti, ex pallavolista italiano
- 7 settembre - Francesc Ramírez, ex calciatore andorrano
- 7 settembre - María Reyes, modella spagnola
- 7 settembre - Alain Roca, ex pallavolista cubano
- 7 settembre - Carl Thomas, ex cestista americo-verginiano
- 7 settembre - Stanislav Todorov, arbitro di calcio bulgaro
- 7 settembre - Gábor Vincze, ex calciatore ungherese
- 8 settembre - Paolo Aldighieri, fumettista italiano
- 8 settembre - Renán Calle, ex calciatore ecuadoriano
- 8 settembre - Andrés Cunha, arbitro di calcio uruguaiano
- 8 settembre - Jervis Drummond, ex calciatore costaricano
- 8 settembre - Gerald Drummond, ex calciatore costaricano
- 8 settembre - Susy Laude, attrice e sceneggiatrice italiana
- 8 settembre - Federico Moroni, ex calciatore sammarinese
- 8 settembre - Roman Šaronov, ex calciatore e allenatore di calcio russo
- 8 settembre - Sjeng Schalken, ex tennista olandese
- 8 settembre - Marcela Topor, giornalista rumena
- 8 settembre - Ilan Volkov, direttore d'orchestra israeliano
- 9 settembre - Jakub Bednaruk, pallavolista polacco
- 9 settembre - Mick Blue, attore pornografico austriaco
- 9 settembre - Emma de Caunes, attrice francese
- 9 settembre - Kevin Drew, cantante e musicista canadese
- 9 settembre - Arianna Dudine, calciatrice italiana
- 9 settembre - Artiom Kiouregkian, ex lottatore armeno
- 9 settembre - José Loayza, ex calciatore boliviano
- 9 settembre - Andrew Mavis, ex cestista canadese
- 9 settembre - Lúcia Moniz, cantante e attrice portoghese
- 9 settembre - Hanno Möttölä, ex cestista e allenatore di pallacanestro finlandese
- 9 settembre - Landry Poulangoye, ex calciatore gabonese
- 9 settembre - Aki Riihilahti, ex calciatore finlandese
- 9 settembre - Kristoffer Rygg, cantautore, musicista e produttore discografico norvegese
- 9 settembre - Varteres Samurgašev, ex lottatore russo
- 9 settembre - Frida Scarpa, schermitrice italiana
- 9 settembre - Frederik Watz, pilota motociclistico svedese
- 9 settembre - Mattias Öhlund, ex hockeista su ghiaccio svedese
- 10 settembre - Amar Ammour, ex calciatore algerino
- 10 settembre - Peter Ezugwu, ex cestista inglese
- 10 settembre - Barbara Farris, ex cestista e allenatrice di pallacanestro statunitense
- 10 settembre - Simone Franceschi, allenatore di pallavolo italiano
- 10 settembre - Takuya Furutani, ex giocatore di football americano e allenatore di football americano giapponese
- 10 settembre - Javier García Delgado, schermidore spagnolo
- 10 settembre - Federico Gasperoni, ex calciatore sammarinese
- 10 settembre - Mourad Hdiouad, ex calciatore marocchino
- 10 settembre - Greg Henderson, ex ciclista su strada e pistard neozelandese
- 10 settembre - Pedro Pablo Isla, attore spagnolo
- 10 settembre - Kim Joo-ryoung, attrice sudcoreana
- 10 settembre - J.R. Koch, ex cestista statunitense
- 10 settembre - Gustavo Kuerten, ex tennista brasiliano
- 10 settembre - Vasilīs Lakīs, ex calciatore greco
- 10 settembre - Matt Morgan, politico e ex wrestler statunitense
- 10 settembre - Reinder Nummerdor, ex pallavolista e giocatore di beach volley olandese
- 10 settembre - Pompiliu Stoica, ex calciatore rumeno
- 11 settembre - Masih Alinejad, giornalista, scrittrice e attivista iraniana
- 11 settembre - Francesco Campanini, regista cinematografico e produttore cinematografico italiano
- 11 settembre - Tomáš Enge, pilota automobilistico ceco
- 11 settembre - Mistaman, rapper italiano
- 11 settembre - Mauricio Levato, ex calciatore argentino
- 11 settembre - Flōra Rentoumī, ex ostacolista greca
- 11 settembre - Marco Rose, allenatore di calcio e ex calciatore tedesco
- 12 settembre - Jefferson Bellaguarda, giocatore di beach volley brasiliano
- 12 settembre - Róbert Bérczesi, cantautore ungherese
- 12 settembre - Candice Brus, ex cestista belga
- 12 settembre - Jolanda Čeplak, mezzofondista slovena
- 12 settembre - Aleksandăr Dimitrov, allenatore di calcio e ex calciatore bulgaro
- 12 settembre - Sergiu Epureanu, allenatore di calcio e ex calciatore moldavo
- 12 settembre - Maurizio Giadini, ex cestista e allenatore di pallacanestro italiano
- 12 settembre - Claudio Daniel González, ex calciatore argentino
- 12 settembre - Krzysztof Kotorowski, ex calciatore polacco
- 12 settembre - Bizzy Bone, rapper statunitense
- 12 settembre - Hanka Pachale, ex pallavolista tedesca
- 12 settembre - Oxana Pavlyk, pallamanista ucraina († 2023)
- 12 settembre - Nicola Prudente, conduttore radiofonico, conduttore televisivo e autore televisivo italiano
- 12 settembre - Hanna Sjukalo, ex pallamanista ucraina
- 12 settembre - Lauren Stamile, attrice statunitense
- 12 settembre - Maciej Żurawski, ex calciatore polacco
- 13 settembre - David Giubilato, ex calciatore italiano
- 13 settembre - Robert James-Collier, attore e modello britannico
- 13 settembre - Ro Khanna, politico e avvocato statunitense
- 13 settembre - Tami Kiuru, ex saltatore con gli sci finlandese
- 13 settembre - Nicky Little, rugbista a 15 neozelandese
- 13 settembre - Puma Swede, ex attrice pornografica svedese
- 13 settembre - Miho Takeda, sincronetta giapponese
- 13 settembre - José Théodore, ex hockeista su ghiaccio canadese
- 13 settembre - Colin Trevorrow, regista, sceneggiatore e produttore cinematografico statunitense
- 13 settembre - Jarosław Wałęsa, politico polacco
- 13 settembre - Fabio Zanelli, ex cestista italiano
- 14 settembre - Austin Basis, attore statunitense
- 14 settembre - Agustín Calleri, ex tennista argentino
- 14 settembre - Mirko Giansanti, pilota motociclistico italiano († 2023)
- 14 settembre - Dirk Heidolf, pilota motociclistico tedesco
- 14 settembre - Marty Holah, ex rugbista a 15 neozelandese
- 14 settembre - Kevin Lyttle, cantante sanvincentino
- 14 settembre - Fatime Ndiaye, ex cestista senegalese
- 14 settembre - Lionel Nallet, rugbista a 15 francese
- 14 settembre - Indriyanto Nugroho, ex calciatore indonesiano
- 14 settembre - Raptile, rapper tedesco
- 14 settembre - Keith Robinson, ex rugbista a 15 neozelandese
- 14 settembre - Paolo Scannavino, attore, circense e illusionista italiano
- 14 settembre - Roman Ščurenko, ex lunghista ucraino
- 15 settembre - Nanette Barragán, politica statunitense
- 15 settembre - Jacek Bocian, ex velocista polacco
- 15 settembre - Vanessa Camani, politica italiana
- 15 settembre - Rasmus Daugaard, ex calciatore danese
- 15 settembre - Juan Landaida, allenatore di calcio e ex calciatore argentino
- 15 settembre - Jonathan Liebesman, regista sudafricano
- 15 settembre - Martijn Meerdink, ex calciatore olandese
- 15 settembre - Junior Mendes, ex calciatore montserratiano
- 15 settembre - Florian Myrtaj, dirigente sportivo e ex calciatore albanese
- 15 settembre - Christopher Serrone, attore statunitense
- 15 settembre - Big Lurch, rapper e criminale statunitense
- 15 settembre - Enrico Terrinoni, saggista e traduttore italiano
- 15 settembre - Roberto Martínez Rípodas, ex calciatore spagnolo
- 15 settembre - Rob Wiethoff, attore e doppiatore statunitense
- 16 settembre - Tina Barrett, cantautrice e attrice inglese
- 16 settembre - Greg Buckner, ex cestista e allenatore di pallacanestro statunitense
- 16 settembre - Luis Fernando Centi, allenatore di calcio e ex calciatore italiano
- 16 settembre - Adel Chedli, ex calciatore tunisino
- 16 settembre - Elīna Garanča, mezzosoprano lettone
- 16 settembre - Kim So-hui, ex pattinatrice di short track sudcoreana
- 16 settembre - Jean-Marc Kraidy, ex cestista ivoriano
- 16 settembre - Dmïtrïý Lyapkïn, ex calciatore kazako
- 16 settembre - Josafat Moščyč, vescovo cattolico ucraino
- 16 settembre - Ok Eun-hui, ex cestista sudcoreana
- 16 settembre - Etorouji Shiono, fumettista giapponese
- 16 settembre - Valeria Valente, politica italiana
- 16 settembre - Tyrone Washington, ex cestista statunitense
- 16 settembre - Aleksandrs Ņiživijs, ex hockeista su ghiaccio lettone
- 17 settembre - Elena Apollonio, ex velocista italiana
- 17 settembre - Uchenna Emedolu, ex velocista nigeriano
- 17 settembre - Ikke Hüftgold, cantante, compositore e personaggio televisivo tedesco
- 17 settembre - Pamphile Mihayo Kazembe, allenatore di calcio e ex calciatore della Repubblica Democratica del Congo
- 17 settembre - Alireza Mortazavi, musicista e compositore iraniano
- 17 settembre - Mai-Thu Perret, artista svizzera
- 17 settembre - Francesco Prisco, regista cinematografico e sceneggiatore italiano
- 17 settembre - Daniella Rush, attrice pornografica e medico ceca
- 17 settembre - Feleknas Uca, politica curda
- 17 settembre - Anna-Marie de Zwager, canottiera canadese
- 18 settembre - Dario Baldi, regista e sceneggiatore italiano
- 18 settembre - Lucia Borgonzoni, politica italiana
- 18 settembre - Angie Braziel, ex cestista e allenatrice di pallacanestro statunitense
- 18 settembre - Sophina Brown, attrice statunitense
- 18 settembre - Kiki Daire, attrice pornografica statunitense
- 18 settembre - Carlos Domínguez Domínguez, ex calciatore spagnolo
- 18 settembre - Dana Fox, sceneggiatrice, produttrice cinematografica e attrice statunitense
- 18 settembre - Antonio Galardo, dirigente sportivo e ex calciatore italiano
- 18 settembre - Gabriel Gervais, dirigente sportivo, imprenditore e ex calciatore canadese
- 18 settembre - Sabine Hossenfelder, divulgatrice scientifica e fisica tedesca
- 18 settembre - Stephen Hughes, ex calciatore inglese
- 18 settembre - Paul Komboi, ex calciatore papuano
- 18 settembre - Denis Ménochet, attore francese
- 18 settembre - Grzegorz Piechna, ex calciatore polacco
- 18 settembre - Ronaldo, dirigente sportivo e ex calciatore brasiliano
- 18 settembre - Tomasz Stusiński, schermidore polacco
- 18 settembre - Steve Watkins, politico statunitense
- 19 settembre - Raja Bell, ex cestista americo-verginiano
- 19 settembre - Marc Boutruche, ex calciatore francese
- 19 settembre - Sjarhej Cynkevič, arbitro di calcio e ex calciatore bielorusso
- 19 settembre - Jan Hlaváč, ex hockeista su ghiaccio ceco
- 19 settembre - Hikaru Kobayashi, ballerina giapponese
- 19 settembre - Ennio Meloni, autore televisivo, pubblicitario e commediografo italiano
- 19 settembre - Shawn Sawyers, ex calciatore giamaicano
- 19 settembre - Alison Sweeney, attrice televisiva statunitense
- 19 settembre - Jay Electronica, rapper statunitense
- 20 settembre - Jon Bernthal, attore statunitense
- 20 settembre - Agata Buzek, modella e attrice polacca
- 20 settembre - Angela Colmellere, politica italiana
- 20 settembre - Ainsley Earhardt, personaggio televisivo e scrittrice statunitense
- 20 settembre - Ryan Fleck, regista e sceneggiatore statunitense
- 20 settembre - Peter Graulund, ex calciatore danese
- 20 settembre - Maximilian Grill, attore tedesco
- 20 settembre - Yui Horie, cantante e doppiatrice giapponese
- 20 settembre - Nelson Morales, ex calciatore guatemalteco
- 20 settembre - Enuka Okuma, attrice canadese
- 20 settembre - Camilla Rutherford, attrice e modella britannica
- 20 settembre - Denis Šefik, pallanuotista serbo
- 20 settembre - Takao Suzuki, ex tennista giapponese
- 20 settembre - Abdelkader Zrouri, taekwondoka marocchino
- 21 settembre - Jimmy Andersson, ex calciatore svedese
- 21 settembre - Jonas Bjerre, cantante e chitarrista danese
- 21 settembre - Max Emanuel Cenčić, cantante croato
- 21 settembre - Shelley Conn, attrice britannica
- 21 settembre - Carlo Fidanza, politico italiano
- 21 settembre - Edmilson Filho, attore, comico e ex taekwondoka brasiliano
- 21 settembre - Jana Kandarr, ex tennista tedesca
- 21 settembre - Jonas Kolstad, ex calciatore norvegese
- 21 settembre - Marco Paracchini, regista e saggista italiano
- 21 settembre - Diego Passoni, conduttore radiofonico, conduttore televisivo e scrittore italiano
- 21 settembre - Roberto Pedrazzi, ex rugbista a 15 italiano
- 21 settembre - Jeļena Prokopčuka, mezzofondista e maratoneta lettone
- 22 settembre - Sala Baker, attore e stuntman neozelandese
- 22 settembre - Anabela, cantante e attrice teatrale portoghese
- 22 settembre - Lorenzo Carboncini, canottiere italiano
- 22 settembre - Mo Collins, giocatore di football americano statunitense († 2014)
- 22 settembre - Pavel Drsek, ex calciatore e allenatore di calcio ceco
- 22 settembre - Mohammad Ghouchani, giornalista iraniano
- 22 settembre - Ágúst Ævar Gunnarsson, batterista islandese
- 22 settembre - Said Matinpour, giornalista e attivista iraniano
- 22 settembre - Yannick Pelletier, scacchista svizzero
- 22 settembre - Samuele Romanini, bobbista italiano
- 22 settembre - Martin Solveig, disc jockey, produttore discografico e cantante francese
- 22 settembre - Licia Stefan, rugbista a 15 italiana
- 22 settembre - Faisal Ibrahim, ex calciatore giordano
- 23 settembre - Ismail Ahmad, cestista egiziana
- 23 settembre - Sarah Blasko, cantautrice e musicista australiana
- 23 settembre - Catherine Borghi, ex sciatrice alpina svizzera
- 23 settembre - Faune A. Chambers, attrice e ballerina statunitense
- 23 settembre - Reza Enayati, allenatore di calcio e ex calciatore iraniano
- 23 settembre - Danilo Finazzi, ex pallavolista italiano
- 23 settembre - Stacy Frese, ex cestista statunitense
- 23 settembre - C.C. Harrison, ex cestista statunitense
- 23 settembre - Tom Juma Oundo, ex calciatore keniota
- 23 settembre - Yoshinobu Kanemaru, wrestler giapponese
- 23 settembre - Tatiana Kavvadia, ex cestista greca
- 23 settembre - Anya Marina, cantante statunitense
- 23 settembre - Shion Miura, scrittrice giapponese
- 23 settembre - Frank Moser, ex tennista tedesco
- 23 settembre - Sanna-Leena Perunka, biatleta finlandese
- 23 settembre - Katja Poensgen, pilota motociclistica tedesca
- 23 settembre - Szhirley, cantante danese
- 23 settembre - Volodymyr Sydorenko, ex pugile ucraino
- 23 settembre - Ebrahim Taghipour, ex calciatore iraniano
- 23 settembre - Crooked I, rapper statunitense
- 23 settembre - Katarina Čas, attrice slovena
- 24 settembre - Adrian Aliaj, procuratore sportivo e ex calciatore albanese
- 24 settembre - Carlos Almeida, ex cestista e politico angolano
- 24 settembre - Mikel Artetxe, ex ciclista su strada e ex ciclocrossista spagnolo
- 24 settembre - Ian Bohen, attore statunitense
- 24 settembre - Bruna Genovese, maratoneta italiana
- 24 settembre - Erin Houchin, politica statunitense
- 24 settembre - Andrej Krivov, ex calciatore russo
- 24 settembre - Alessandra Locatelli, politica italiana
- 24 settembre - Stephanie McMahon, imprenditrice statunitense
- 24 settembre - Louis Nero, regista, sceneggiatore e produttore cinematografico italiano
- 24 settembre - Alejandro Osorio, ex calciatore cileno
- 24 settembre - Aristides Pertot, ex calciatore argentino
- 24 settembre - Ol'ga Rjabinkina, ex pesista e discobola russa
- 24 settembre - Yakkun Sakurazuka, cantante e doppiatore giapponese († 2013)
- 24 settembre - Vasilīs Soulīs, ex cestista greco
- 24 settembre - Speaker Cenzou, rapper e produttore discografico italiano
- 25 settembre - Charlotte Ayanna, attrice statunitense
- 25 settembre - Chauncey Billups, allenatore di pallacanestro e ex cestista statunitense
- 25 settembre - Gustavo Dalsasso, ex calciatore argentino
- 25 settembre - Armando Gonçalves Teixeira, allenatore di calcio e ex calciatore portoghese
- 25 settembre - Jonathan Johnson, politico olandese
- 25 settembre - Li Nan, ex cestista e allenatore di pallacanestro cinese
- 25 settembre - Frank Lobos, ex calciatore cileno
- 25 settembre - Ras Kass, rapper e attore statunitense
- 25 settembre - Chiara Siracusa, cantante maltese
- 25 settembre - Marit Strømøy, pilota motonautica norvegese
- 25 settembre - Santigold, cantautrice e produttrice discografica statunitense
- 25 settembre - Bobbie Williams, giocatore di football americano statunitense
- 25 settembre - Zé Elias, ex calciatore brasiliano
- 26 settembre - Christian Amoroso, allenatore di calcio e ex calciatore italiano
- 26 settembre - Michael Ballack, ex calciatore tedesco
- 26 settembre - Quacy Barnes, ex cestista e allenatrice di pallacanestro statunitense
- 26 settembre - Ol'ga Bibik, arrampicatrice russa
- 26 settembre - Javier Bulfoni, ex cestista argentino
- 26 settembre - Dean Butterworth, batterista statunitense
- 26 settembre - Giorgi Demetradze, ex calciatore georgiano
- 26 settembre - Dänïyar Muqanov, allenatore di calcio e ex calciatore kazako
- 26 settembre - Mutsuko Nagata, ex cestista giapponese
- 26 settembre - Olivia O'Lovely, ex attrice pornografica statunitense
- 26 settembre - Sami Vänskä, bassista finlandese
- 27 settembre - Monika Absolonová, cantante e attrice ceca
- 27 settembre - Caterina Biti, politica italiana
- 27 settembre - Nick Davis, ex cestista statunitense
- 27 settembre - Giorgio Del Signore, ex calciatore italiano
- 27 settembre - Matt Harding, designer statunitense
- 27 settembre - Michael Johnson, ex cestista statunitense
- 27 settembre - Aurélie Konaté, attrice, cantante e ballerina francese
- 27 settembre - Cheri Madsen, atleta paralimpica statunitense
- 27 settembre - Nicola Maggio, militare italiano
- 27 settembre - Tuono Pettinato, fumettista e illustratore italiano († 2021)
- 27 settembre - Luca Parmitano, militare e astronauta italiano
- 27 settembre - Juha Salminen, pilota motociclistico finlandese
- 27 settembre - Francesco Totti, ex calciatore italiano
- 28 settembre - Ali Asel, ex calciatore kuwaitiano
- 28 settembre - Lonnie Cooper, ex cestista e allenatore di pallacanestro statunitense
- 28 settembre - Fëdor Emel'janenko, lottatore e artista marziale misto russo
- 28 settembre - Ohad Knoller, attore israeliano
- 28 settembre - Andrea Lodovichetti, regista e sceneggiatore italiano
- 28 settembre - Boris Smiljanić, allenatore di calcio, ex calciatore e dirigente sportivo svizzero
- 28 settembre - Atalantī Tasoulī, ex cestista statunitense
- 28 settembre - Robert Vancea, ex calciatore rumeno
- 28 settembre - Bonzi Wells, ex cestista statunitense
- 29 settembre - Darren Byfield, allenatore di calcio e ex calciatore giamaicano
- 29 settembre - Daniella Campos, modella e conduttrice televisiva cilena
- 29 settembre - Ninel Conde, attrice e modella messicana
- 29 settembre - Simone D'Auria, architetto, artista e designer italiano († 2024)
- 29 settembre - Kelvin Davis, allenatore di calcio e ex calciatore inglese
- 29 settembre - Mark Edusei, ex calciatore ghanese
- 29 settembre - Khaled Fadhel, ex calciatore tunisino
- 29 settembre - Mundaba Kisombe, ex calciatore della Repubblica Democratica del Congo
- 29 settembre - Xəqani Məmmədov, ex calciatore azero
- 29 settembre - Obsession, ex attrice pornografica statunitense
- 29 settembre - Carmine Russo, dirigente sportivo e ex arbitro di calcio italiano
- 29 settembre - Andrij Ševčenko, dirigente sportivo, allenatore di calcio e ex calciatore ucraino
- 29 settembre - Óscar Sevilla, ciclista su strada spagnolo
- 29 settembre - Grégory Tafforeau, ex calciatore francese
- 30 settembre - Caneda, rapper, beatmaker e writer italiano
- 30 settembre - Marco De Nicolo, tiratore a segno italiano
- 30 settembre - Frank Dressler, ex ciclista su strada tedesco
- 30 settembre - Ole Hjelmhaug, allenatore di calcio e ex calciatore norvegese
- 30 settembre - Lee Jarvis, rugbista a 15 e allenatore di rugby a 15 britannico
- 30 settembre - Dusty Johnson, politico statunitense
- 30 settembre - Ernesto Mijares, ex cestista venezuelano
- 30 settembre - Patrick Modeste, calciatore grenadino
- 30 settembre - Massimiliano Parisi, giocatore di football americano e allenatore di football americano italiano
- 30 settembre - Federico Piccitto, politico italiano
- 30 settembre - Carsten Pump, ex biatleta e fondista tedesco
- 30 settembre - Vlatko Đolonga, ex calciatore croato